# Garden Route
Die Garden Route (deutsch „Gartenstrecke“) ist eine 369 km lange Panoramastraße innerhalb der südafrikanischen National Route 2 (N2) zwischen Gqeberha und Mossel Bay.

## Allgemeines
Die asphaltierte Garden Route ist eines der touristischen Highlights des Landes. Sie durchquert den südafrikanischen Distrikt Garden Route, dessen Name auf den Garten Eden zurückgeht, der Bezeichnung für das Gebiet zwischen Knysna und Uniondale. Sie führt mehr oder weniger küstennah an der vom Indischen Ozean gebildeten Südküste Südafrikas entlang.
Auch der weitere Streckenverlauf von Mossel Bay nach Kapstadt, vorbei am südlichsten Punkt Afrikas, dem Kap Agulhas, besitzt hohe touristische Bedeutung und wird als erweiterte Garden Route hinzugerechnet.

## Verlauf

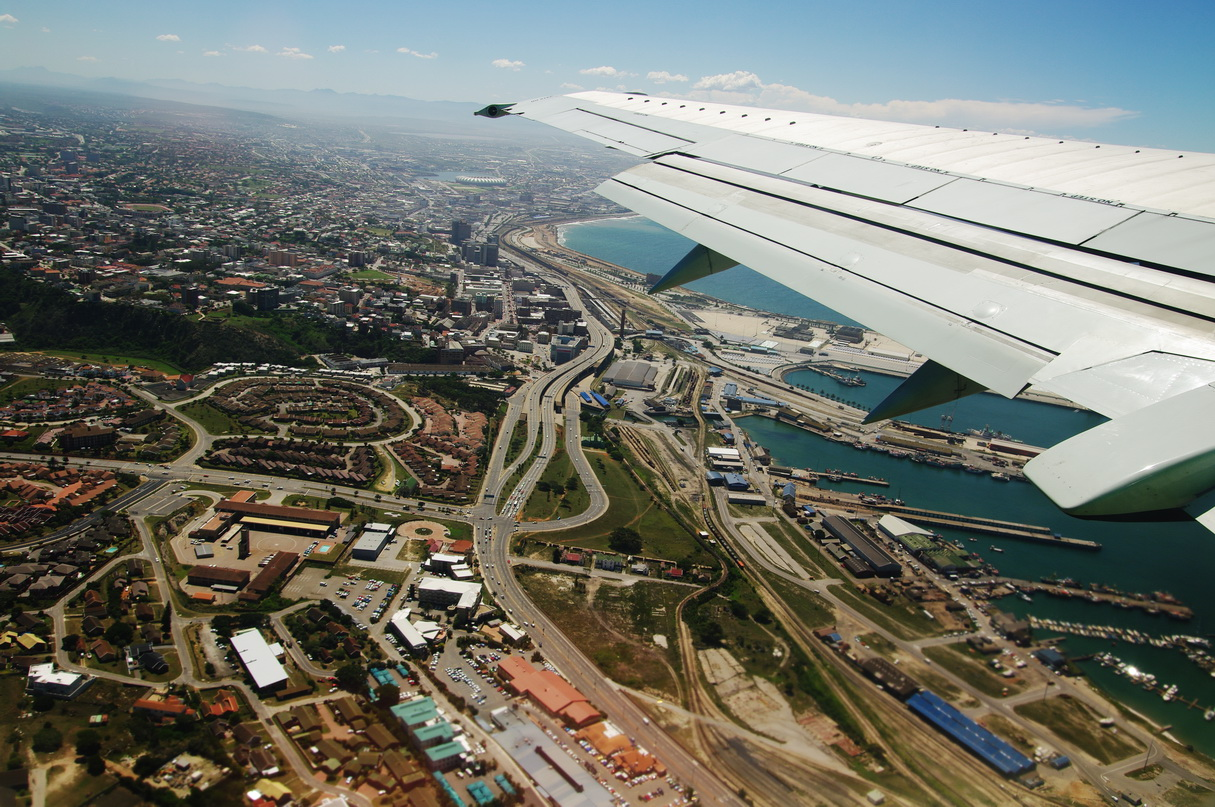
Gqeberha (Port Elizabeth) mit der Garden Route
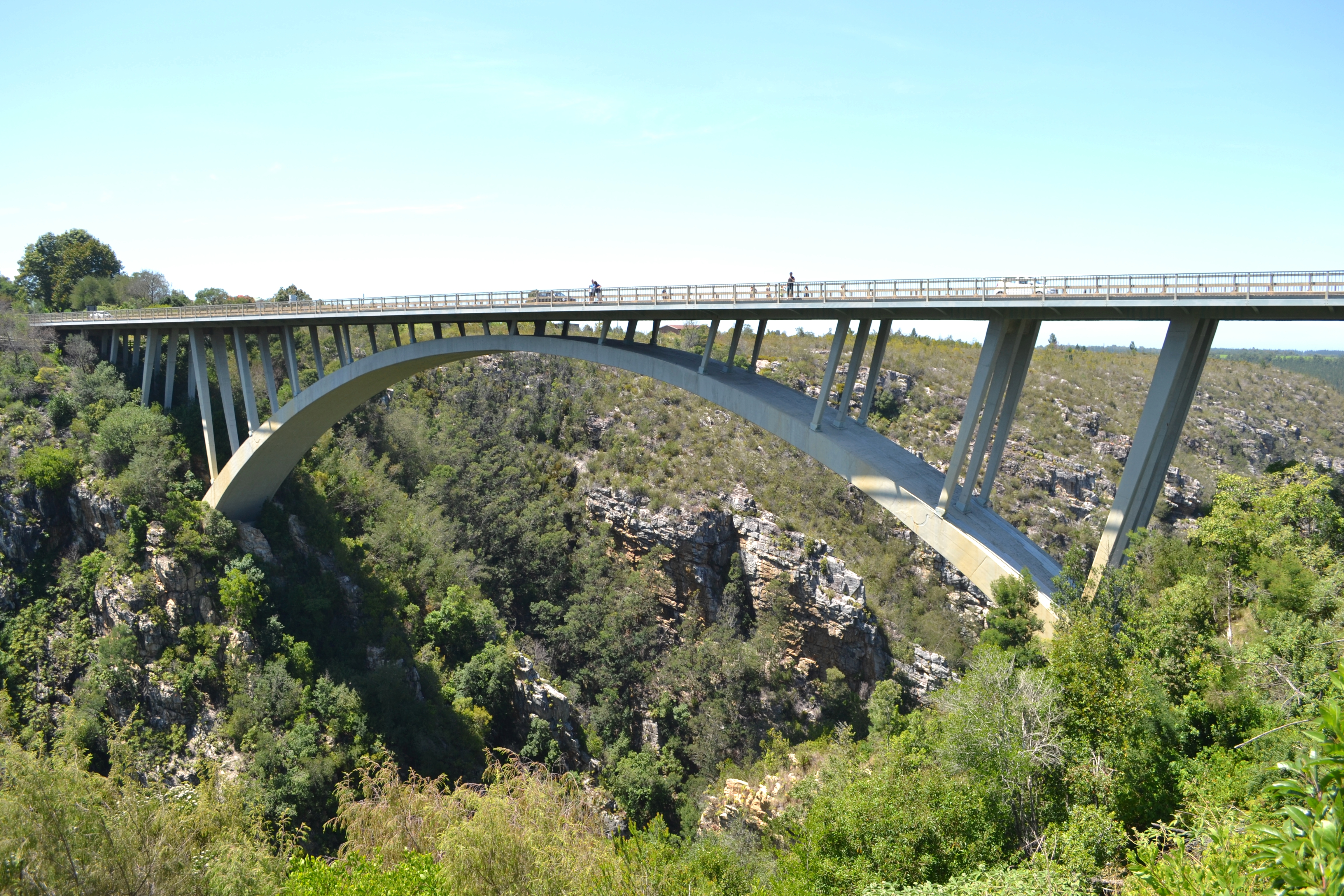
Die 192 m lange Paul Sauer Bridge führt über den Storms River
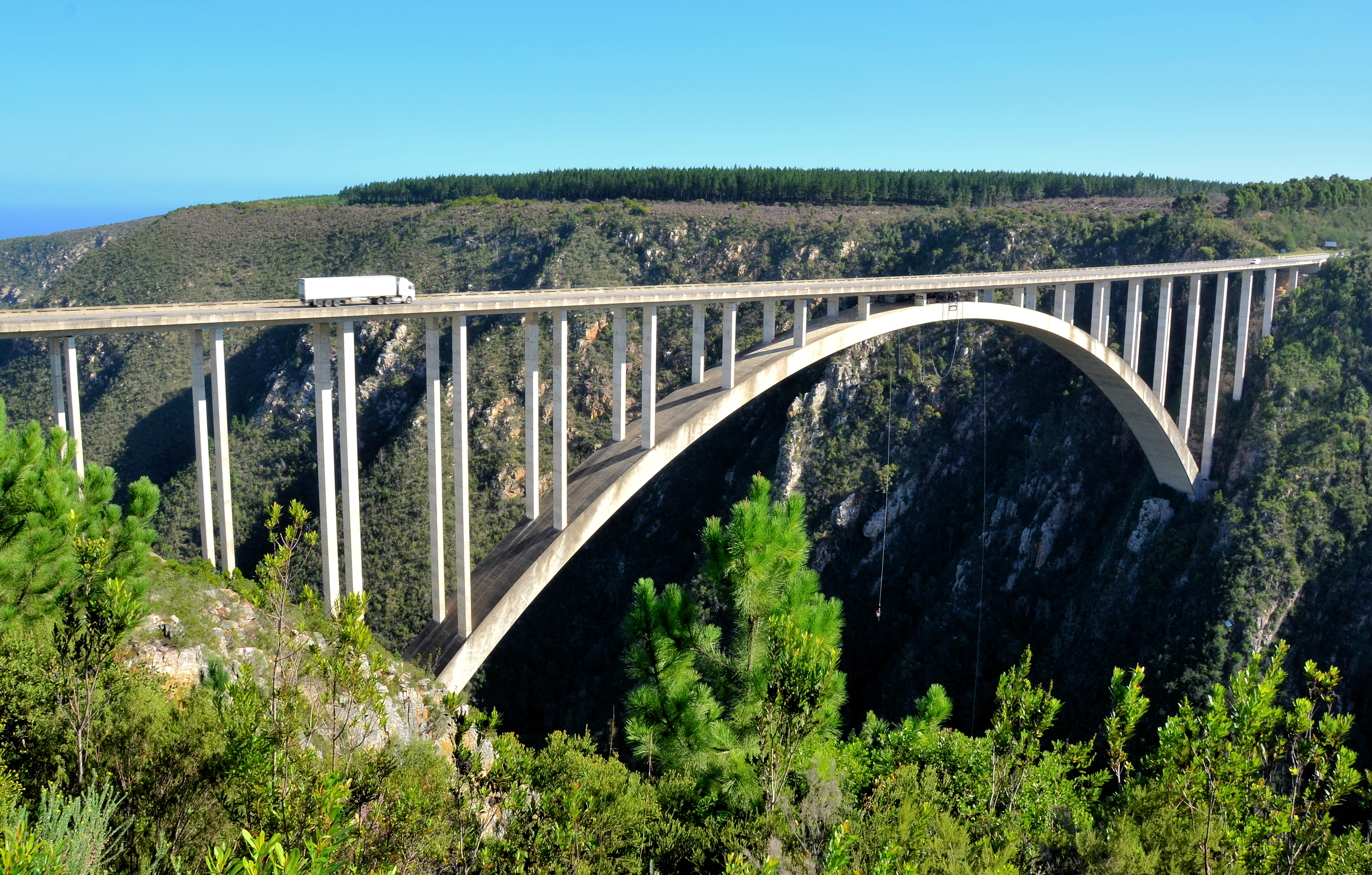
Die Bloukrans Bridge führt über den gleichnamigen Fluss und ist mit 216 m die höchste Brücke Afrikas
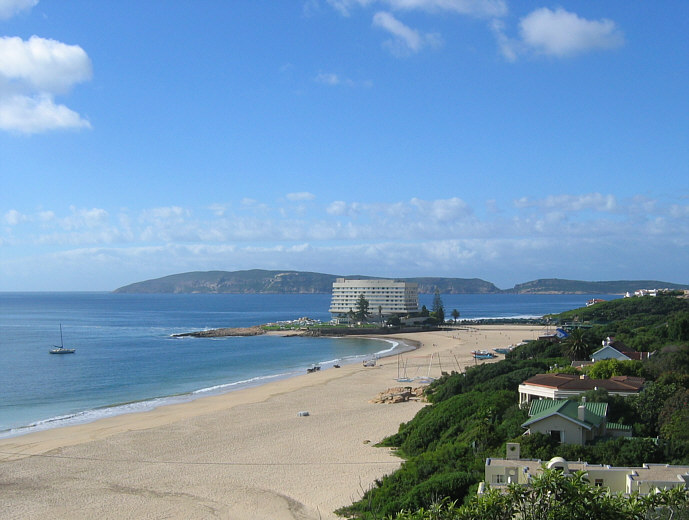
Plettenberg Bay. Blick auf den Central Beach und das Beacon-Island-Hotel; im Hintergrund die Robberg-Halbinsel
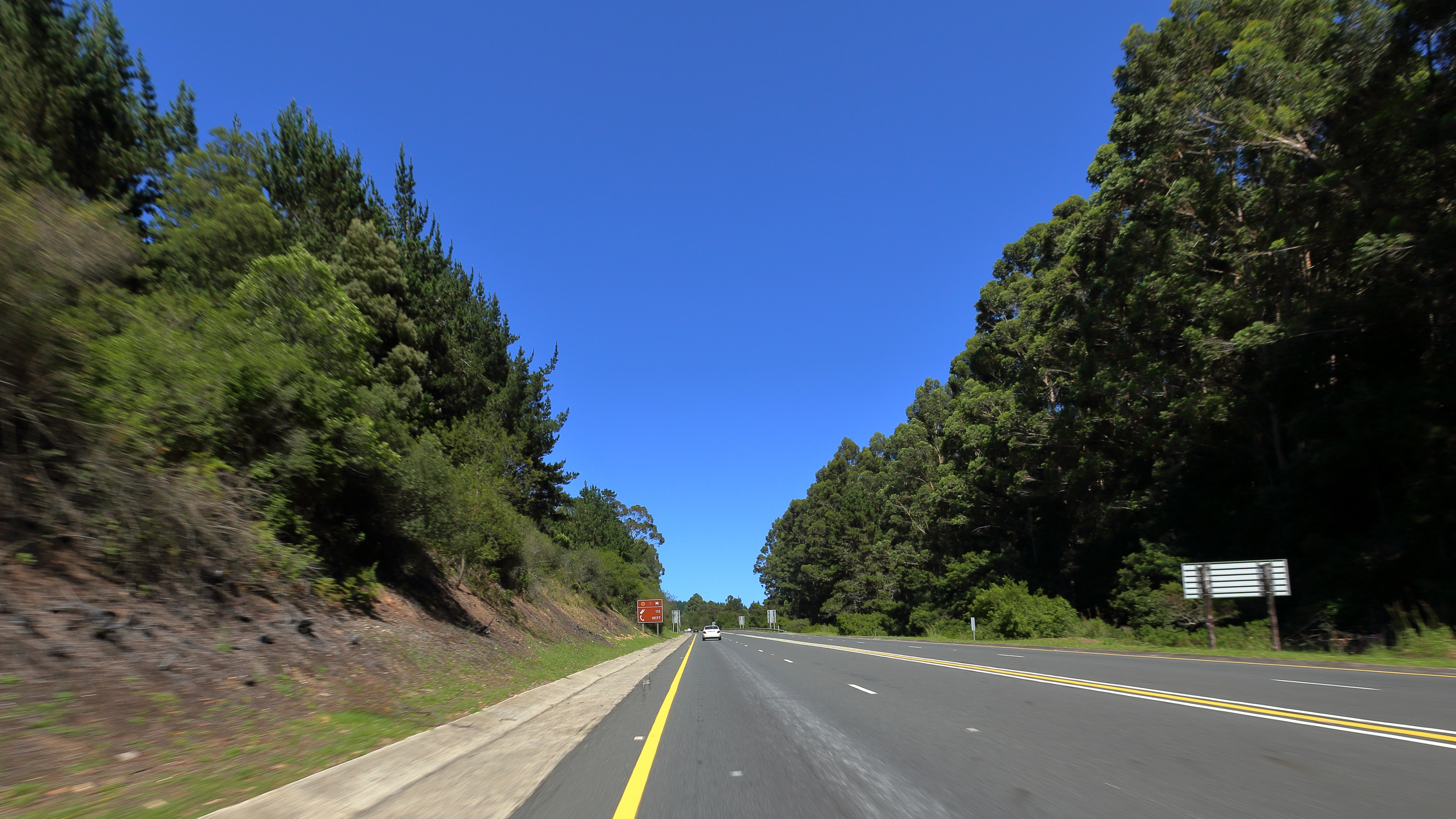
Bei Knysna
Küstenabschnitt bei Wilderness
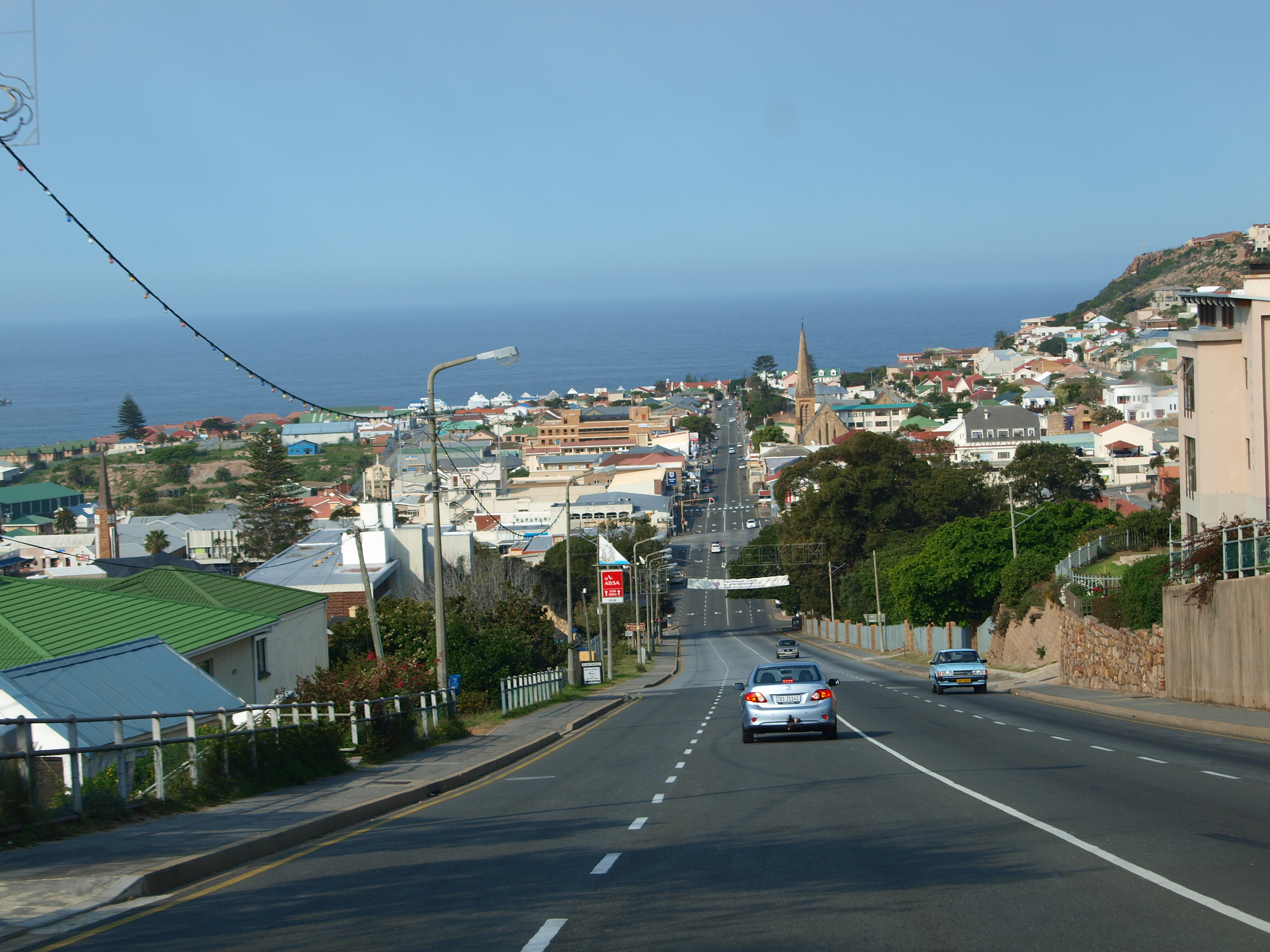
Einfahrt nach Mossel Bay

| Stadt                                        | Entfernung in km |
| -------------------------------------------- | ---------------- |
| Gqeberha                                     | 0                |
| Humansdorp                                   | 80               |
| Paul Sauer Bridge (Tsitsikamma-Nationalpark) | 86               |
| Plettenberg Bay                              | 65               |
| Knysna                                       | 32               |
| Wilderness                                   | 46               |
| George (Oudtshoorn)                          | 16               |
| Mossel Bay                                   | 49               |
| gesamt                                       | 384              |

Die Garden Route beginnt offiziell in Gqeberha, weiter westlich liegt das Surfgebiet bei Jeffreys Bay. Mehr oder weniger küstennah führt sie weiter in westlicher Richtung zunächst nach Humansdorp. Der „Garden of Eden“ ist ein Waldgebiet direkt an der Garden Route 16 km östlich von Knysna. Als Hauptattraktionen gelten der Garden-Route-Nationalpark und die Lagunenlandschaft von Knysna. Die Garden Route verbindet die Provinzen Ostkap und Westkap.

## Touristisch erweiterte Garden Route
Die erweiterte Garden Route führt auf der N2 von Mossel Bay nach Swellendam (Ausflüge: Bontebok-Nationalpark, Kap Agulhas) über 168 km, über  Stellenbosch (195 km; neben Paarl das Zentrum des südafrikanischen Weinanbaugebiets) nach Kapstadt (51 km).